# روی بوید
روی بوید (به انگلیسی: Roy Boyd) (زاده ۱۸ اوت ۱۹۳۸) بازیگر انگلیسی است. از فیلم‌هایی که او در آن بازی کرده است، می‌توان به طالع نحس اشاره کرد.